# Інза
Інза (рос. Инза) — місто в Інзенському районі Ульяновської області Російської Федерації.
Населення становить 16 293 осіб. Входить до складу муніципального утворення Інзенське міське поселення.

## Історія
Від 2004 року входить до складу муніципального утворення Інзенське міське поселення.

## Населення
| 1931    | 1939    | 1959    | 1967    | 1970    | 1979    | 1989    |
| ------- | ------- | ------- | ------- | ------- | ------- | ------- |
| 4500    | ↗14 200 | ↗18 612 | ↘18 000 | ↗19 060 | ↗20 320 | ↗23 509 |
| 1992    | 1996    | 1998    | 2002    | 2003    | 2005    | 2006    |
| ↗24 200 | ↗25 200 | ↘25 100 | ↘20 288 | ↗20 300 | ↘19 700 | ↘19 500 |
| 2007    | 2009    | 2010    | 2011    | 2012    | 2013    | 2014    |
| ↘19 300 | ↘18 821 | ↘18 803 | ↗20 919 | ↘18 564 | ↘18 395 | ↘18 127 |
| 2015    | 2016    | 2017    | 2018    | 2019    | 2020    | 2021    |
| ↘17 965 | ↘17 833 | ↘17 714 | ↘17 630 | ↘17 442 | ↘17 245 | ↘16 293 |